# Port Hudson (Louisiane)
Pour les articles homonymes, voir Port Hudson.
Port Hudson est une petite ville de l'État de Louisiane, aux États-Unis, située dans la paroisse de Bâton-Rouge Est, à environ 20 miles au nord-est de Bâton-Rouge. Elle est notamment connue pour le siège qui s'y déroula durant la guerre de Sécession. La ville se situe le long du fleuve Mississippi. Elle n’est pas incorporée.

## Histoire
Port Hudson était à l’origine un village situé sur une falaise de 30  mètres pieds sur la rive est, au-dessus d’un virage en épingle à cheveux du fleuve Mississippi, à 40 km en amont de Baton Rouge. Les collines et les crêtes de la région de la ville représentaient un terrain extrêmement accidenté, un labyrinthe de ravins profonds et densément boisés, de marécages et de cassures de canne à sucre donnant l’impression d’une forteresse naturelle. La ville était apparue et s’était développée comme un point d’expédition du coton et du sucre en aval du fleuve depuis les environs. Malgré l’essor du commerce maritime, la ville elle-même est restée petite, composée de quelques bâtiments et de 200 habitants au début de la guerre de Sécession. Un chemin de fer terminé en 1841 la reliant à Clinton (Louisiane) eu un rôle important durant ce conflit

La fin du siège de Vicksburg, le 4 juillet 1863, et la capitulation de Port Hudson le 9 juillet, a donné à l'Union la maîtrise complète du Mississippi jusqu'à la fin des hostilités, ce qui facilite le ravitaillement des troupes du Nord.

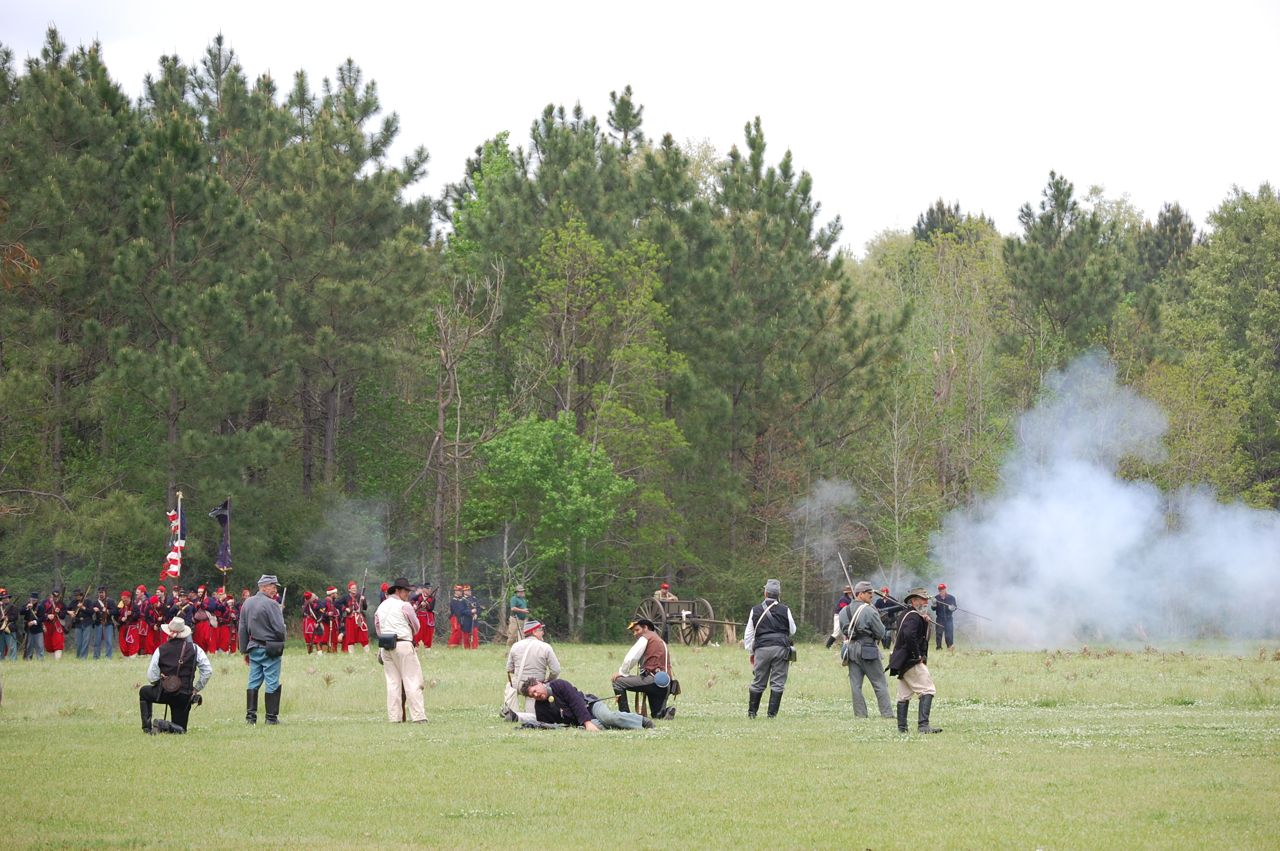
Reconstitution annuelle du siège de Port Hudson.